# Giovanni (vescovo di Arezzo)
Giovanni (IX secolo – 900) è stato un vescovo italiano.
Fu il trentacinquesimo vescovo di Arezzo. Il periodo in cui resse la diocesi fu probabilmente fra gli anni 867 e 900.
Il periodo storico in cui visse fu tra i più difficili per le principali istituzioni del mondo occidentale: il papato e l'impero. Giovanni godette della fiducia sia dei vari papi che dei vari imperatori che in quel periodo succedettero, spesso drammaticamente, l'uno all'altro.
Spesso svolse compiti diplomatici: papa Adriano II, ad esempio, lo chiamò a far parte della missione inviata presso i fratelli Carlo il Calvo e Ludovico il Germanico per tutelare la posizione dell'imperatore Ludovico II, loro nipote al quale non riconoscevano gran parte del territorio dell'impero. Dopo la morte di quest'ultimo i due fratelli iniziarono una guerra per disputarsi titolo e possedimenti. Papa Giovanni VIII si schierò per Carlo il Calvo ma, al proseguire della lotta, il vescovo Giovanni fu chiamato a partecipare a un concilio voluto dal papa per dirimere la questione, dato che la Cristianità era sotto la minaccia dell'avanzata musulmana. Il concilio si tenne fra il 21 giugno e il 15 luglio 876 a Ponthion e si risolse a favore di Carlo il Calvo.
Dopo questi eventi Giovanni rimase probabilmente alcuni anni presso la sua sede di Arezzo.
Nell'899 è citato fra i partecipanti ad un sinodo tenutosi a Roma, convocato dal papa Giovanni IX.
Sotto la cura di Giovanni la diocesi risentì positivamente del credito di cui il vescovo godeva presso il papa e l'imperatore e ottenne donazioni e riconoscimenti. Furono risolte anche alcune dispute di confine nei confronti della diocesi di Siena.
Giovanni fu anche uomo di fede: viene tramandata una sua omelia De Assumptione Beatae Mariae che testimonia questo suo aspetto. Favorì, inoltre, la presenza nella diocesi dei monasteri benedettini. Fu fondato sotto il suo episcopato il Monastero di Santa Flora e Lucilla, in seguito alla traslazione delle reliquie delle sante da Ostia ad Arezzo, che sormontava l'omonima collina presso Arezzo.